# Wirnsricht

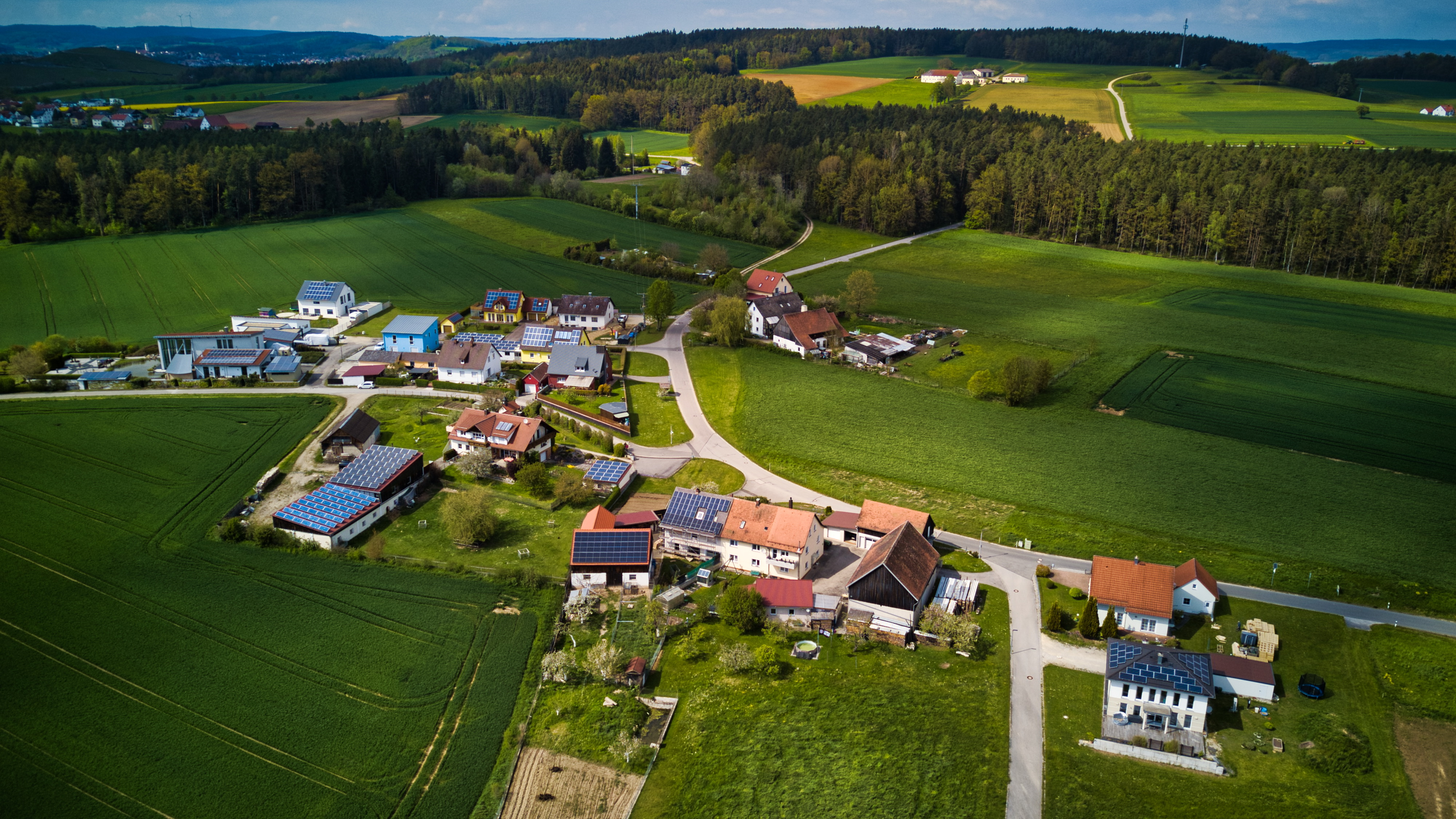
Luftbild von Wirnsricht (2021)

Wirnsricht ist ein Gemeindeteil der Gemeinde Poppenricht im Landkreis Amberg-Sulzbach in der Oberpfalz in Bayern.